# Débâcle (film)
 (mars 2023).
Si vous disposez d'ouvrages ou d'articles de référence ou si vous connaissez des sites web de qualité traitant du thème abordé ici, merci de compléter l'article en donnant les références utiles à sa vérifiabilité et en les liant à la section « Notes et références ».
Pour les articles homonymes, voir Débâcle (homonymie).
Pour plus de détails, voir Fiche technique et Distribution.
Débâcle (titre original néerlandais : Het smelt) est un film dramatique belgo-néerlandais écrit et réalisé par Veerle Baetens, sorti en 2023. 

## Synopsis
Après treize ans d’absence, Eva revient dans son village de Bovenmeer, et toujours traumatisée par le viol qu'elle a vécu à l'âge de 13 ans de la part de ses deux amis, Laurens et Tim, se pend grâce à un gros bloc de glace sur lequel elle s'est perchée et qui fond lentement.

## Fiche technique
- Titre original : Het smelt
- Titre français : Débâcle
- Réalisation : Veerle Baetens
- Scénario : Veerle Baetens et Maarten Loix, d'après le roman Het smelt de Lize Spit, traduit en français sous le titre Débâcle par Emmanuelle Tardif.
- Photographie : Frederic Van Zandycke
- Montage : Thomas Pooters
- Musique : Bjorn Eriksson
- Costumes : Manu Verschueren
- Direction artistique : Robbe Nuyttens
- Pays de production :  Belgique,  Pays-Bas
- Langue originale : néerlandais
- Format : couleur
- Genre : drame
- Durée : 111 minutes
- Dates de sortie :
  - États-Unis : 21 janvier 2023 (festival de Sundance)
  - Suède : janvier 2023 (Festival de Göteborg)
  - Suisse : 3 juillet 2023 (Festival international du film fantastique de Neuchâtel)
  - Belgique : 25 octobre 2023
  - France : 28 février 2024

## Distribution
- Charlotte De Bruyne : Eva, adulte
- Sebastien Dewaele (nl) : Dad
- Amber Metdepenningen : Tess, jeune
- Spencer Bogaert : Tim, adulte
- Naomi Velissariou : Mom
- Rosa Marchant : Eva, jeune
- Femke van der Steen (nl)  : Tess, adulte
- Simon Van Buyten (nl) : Laurens (adulte)
- Anthony Vyt : Tim (jeune)
- Charlotte Van der Eecken (nl) : Elisa, jeune

## Distinctions
- Magritte du cinéma 2024 : Meilleur film flamand